# Verkehrsgemeinschaft Amberg-Sulzbach

Logo der Verkehrsgemeinschaft Amberg-Sulzbach

Die Verkehrsgemeinschaft Amberg-Sulzbach (VAS) ist ein Zusammenschluss der regionalen Busunternehmen in der Stadt Amberg und im Landkreis Amberg-Sulzbach. Die Verkehrsgemeinschaft wurde am 24. Juli 1995 gegründet, koordiniert die Fahrpläne im Landkreis und ist der unmittelbare Ansprechpartner für die Fahrgäste.

## Tarif
Das Gebiet der Verkehrsgemeinschaft Amberg-Sulzbach gehört zum Verkehrsverbund Großraum Nürnberg (VGN), dessen Tarif bei Fahrten innerhalb der Verkehrsgemeinschaft sowie in den restlichen VGN zur Anwendung kommt. Außerdem kommt der Tarif Oberpfalz Nord bei Fahrten zwischen dem Gebiet der Verkehrsgemeinschaft und dem TON-Gebiet zum Einsatz.

## Beteiligte Verkehrsunternehmen
Folgende Busunternehmen gehören zur Verkehrsgemeinschaft Amberg-Sulzbach:
- Bruckner Ferienfreund
- Omnibusbetrieb Cermak
- Bus Reichert
- Kraus Linie
- Omnibusbetrieb Lindner
- Reisebüro Linzer GmbH, Stadtverkehr Amberg
- Reisedienst Meidenbauer
- Omnibusverkehrs Franken GmbH (OVF)
- Regionalbus Ostbayern GmbH (RBO)
- Omnibusbetrieb Schielein
- Omnibusbetrieb Willax